# FamiTracker
Famitrackerは、ファミリーコンピュータ（ファミコン、NES）をベースにした音楽制作のためのオーディオモジュールトラッカーソフトウェアもしくはミュージックシーケンサーである。ファミコンの様々な拡張チップのエミュレーションに加えて、NSFまたはファミコンROMイメージとしてのレンダリングも提供し、特別に開発されたサウンドドライバーをシステムに使用できる。
GNU一般公衆ライセンス（GPLv3）のもと、現在、バージョン0.5.1.1がオープンソースで公開されている。

## 特徴
ファミコン内蔵音源（Ricoh 2A03）をエミュレートし、矩形波2チャンネルと三角波・ノイズ・DPCM各1チャンネルを制御する。さらに、以下の拡張音源のいずれかひとつを追加することができる。
- Nintendo MMC5…矩形波（2チャンネル）
- Nintendo FDS…波形メモリ音源（1チャンネル）
- Namco N163…波形メモリ音源（1～8チャンネル）
- Konami VRC6…矩形波（2チャンネル）、鋸歯状波
- Konami VRC7…FM音源（6チャンネル）
- Sunsoft SB5（プレリリース版のみ）…矩形波＆ノイズ（3チャンネル）

Instrument（“楽器”）と呼ばれる音色データを最大64個まで追加でき、それぞれに個別のボリューム、ピッチ、アルペジオ、波形のプロパティを設定することができる。これによって打ち込みのプロセスが高速化できる。また、多くのトラッカーと同様に、Famitrackerには、ポルタメント、ピッチ調整、アルペジオといった様々なエフェクト（Effect）が備わっている。1つのモジュールファイルに最大64個まで楽曲データ（Song）を含めることができる。
NSFフォーマットの主な機能は、NSF形式にエクスポートし、ファミコンのROMを実行することができることにある。この目的のために、サウンドドライバが使用・実行され、音楽を再生する。さらに、テキストファイルのエクスポートとインポート、および独自のエクスポート・インポート機能を提供するプラグインインターフェイスも提供している。

## 開発
このプロジェクトは、フォーラムの管理者であるjsr氏によるによって2005年に開始された。C++をプログラミング言語として、MFCをGUIライブラリとして使用していた。それ以来、不規則だが、ほとんどは毎年新しいバージョンが提供された。
ソースコードはGNU General Public Licenseの下で自由に入手でき、公式サイトからダウンロードできる。現在、正式版の開発に取り組んでいるプログラマーはただ1人で、いくつもの派生版が現れては消えている状況である。HertzDevil氏によって開発された0CC-Famitrackerは、広く普及している派生版の一つであり、エフェクトの追加、複数の拡張音源の使用可などの改造が施されている。また、別の派生版famitracker.dllは、他のアプリケーションからモジュールファイルを操作・再生することができるプログラムライブラリである。